# Martin Schläpfer (Journalist)
Martin Schläpfer (* 27. September 1955 in Schaffhausen) ist ein Schweizer Journalist und Lobbyist.

## Berufsleben
Schläpfer absolvierte 1977 bei den Schaffhauser Nachrichten ein Volontariat, war danach Regionalredaktor und besuchte die Ringier-Journalistenschule in Zofingen. Ab 1985 war er Bundeshausredaktor für verschiedene Tageszeitungen, zuerst für die Schaffhauser Nachrichten und die Zürichsee-Zeitung. 1989 wechselte er zum neu gegründeten Monatsmagazin Politik und Wirtschaft. Danach schrieb er für das Wirtschaftsmagazin  Bilanz über Wirtschaftspolitik, wo er später stellvertretender Chefredaktor wurde. Während sieben Jahren war er zudem Moderator des Bilanz Business Talks, der im Schweizer Fernsehen ausgestrahlt wurde.
Von 2003 bis Ende 2018 leitete er die Direktion Wirtschaftspolitik beim Migros-Genossenschafts-Bund. Er war dort als Lobbyist verantwortlich für die wirtschaftspolitischen Dossiers der Migros und vertrat sie gegenüber der Politik, wie dies auch seine Vorgänger Monika Weber und Walter Biel taten.